# Capricho de cotrina
El Capricho de cotrina es una construcción a semejanza de un edificio modernista, situado en Los Santos de Maimona (Badajoz, España).

## Obra
El responsable de la obra es Francisco González Grajera, que empezó la construcción en el año 1988, para complacer a su hija menor, que quería una casa de campo "distinta de las demás".
Posee adornos colocados por el procedimiento conocido como el trencadís (trozos irregulares de cerámica partida adheridos a la superficie del muro) colacados en las escaleras, barandillas, cúpulas, terrazas y cuarto de baño.

Francisco falleció en el año 2016 sin poder ver culminada su obra, que la continuarían sus hijos.